# リッカルド・スカマルチョ
リッカルド・スカマルチョ（Riccardo Scamarcio, 1979年11月13日 - ）は、イタリアの俳優。

## 略歴
1979年にイタリアのプッリャ州バルレッタ＝アンドリア＝トラーニ県の県都トラーニで生まれる。
反抗的で御しにくい少年だったが、1990年代後半にローマに移り、イタリア国立映画実験センターで演技を学ぶと、2001年にテレビドラマでデビューする。
2003年、マルコ・トゥリオ・ジョルダーナ監督の『輝ける青春』に出演して注目される。
2005年、ダヴィッド・ディ・ドナテッロ賞を7部門で受賞した『野良犬たちの掟』（日本劇場未公開）に出演。また『Texas』と『L'uomo perfetto』でイタリア記者賞（ナストロ・ダルジェント賞）助演男優賞に初めてノミネートされ、若手演技派スターの地位を確立する。
2007年、『モニカ・ベルッチの恋愛マニュアル』で2度目となるイタリア記者賞助演男優賞にノミネートされ、ダニエレ・ルケッティ監督の『マイ・ブラザー』ではダヴィッド・ディ・ドナテッロ助演男優賞に初めてノミネートされる。
2009年、ヴェネツィア国際映画祭正式出品作品『Il grande sogno』でパシネッティ賞特別表彰を受賞。
2010年の映画『あしたのパスタはアルデンテ』と『La prima linea』でイタリア記者賞主演男優賞に初ノミネート。
2012年の映画『ローマでアモーレ』で3度目となるイタリア記者賞助演男優賞にノミネート。
2015年の映画『Nessuno si salva da solo』でダヴィッド・ディ・ドナテッロ主演男優賞に初ノミネート、イタリア記者賞主演男優賞に2度目のノミネート。
2015年の映画『La prima luce』と2016年の映画『Pericle il nero』でイタリア記者賞主演男優賞に3度目のノミネート。
2018年の映画『LORO（ローロ） 欲望のイタリア』でイタリア記者賞助演男優賞を4度目のノミネートで初受賞。
同年の映画『幸せな感じ』でダヴィッド・ディ・ドナテッロ主演男優賞に2度目のノミネート、また同作と『インビジブル・ウィットネス 見えない目撃者』『ザ・ルースレス 〜とあるマフィアの転落人生〜』の3作品でイタリア記者賞主演男優賞に4度目のノミネート。

## 私生活
ヴァレリア・ゴリノと2006年4月に婚約した他、女優ラウラ・キアッティなどとの交際も知られている。
2018年頃からイギリス人のマネージャ、アンハラド・ウッドと交際し、2020年には2人の間に女児が生まれている。

## 主な出演作品
- 輝ける青春 La meglio gioventù (2003)
- 野良犬たちの掟 Romanzo criminale (2005) ※日本劇場未公開
- モニカ・ベルッチの恋愛マニュアル Manuale d'amore 2 - Capitoli successivi (2007) ※日本劇場未公開
- マイ・ブラザー Mio fratello è figlio unico (2007)
- あしたのパスタはアルデンテ Mine vaganti (2010) ※イタリア映画祭2011上映時のタイトルは『アルデンテな男たち』[6]
- 昼下がり、ローマの恋 Manuale d'am3re (2011)
- パリ警視庁:未成年保護部隊 Polisse (2011)
- ローマでアモーレ To Rome with love (2012)
- ローマの教室で 我らの佳き日々 Il rosso e il blu (2012) ※イタリア映画祭2013上映時のタイトルは『赤鉛筆、青鉛筆』[7]
- 愛の回帰線 コジモとニコル Cosimo e Nicole (2012) ※日本劇場未公開
- ジブラルタルの罠 Gibraltar (2013) ※日本劇場未公開、WOWOWで放映
- サード・パーソン Third Person (2013)
- 南部のささやかな商売 Una piccola impresa meridionale (2013) ※イタリア映画祭2014にて上映[8]
- 素晴らしきボッカッチョ Maraviglioso Boccaccio (2015) ※イタリア映画祭2016にて上映[9]
- 二ツ星の料理人 Burnt (2015)
- ロンドン・スパイ London Spy (2015) ※テレビミニシリーズ
- ダリダ〜あまい囁き〜 Dalida (2016)
- ジョン・ウィック:チャプター2 John Wick:Chapter2 (2017)
- マスター・オブ・ゼロ Master of None (2017) ※テレビシリーズ、第2シーズンの第1,9,10話に出演
- LORO（ローロ） 欲望のイタリア Loro (2018) ※第31回東京国際映画祭上映時のタイトルは『彼ら』[10]
- 幸せな感じ Euforia (2018) ※イタリア映画祭2019にて上映[11]
- インモラル・ルーム Welcome Home (2018) ※日本劇場未公開、WOWOWで放映[12]
- インビジブル・ウィットネス 見えない目撃者 Il testimone invisibile (2018)
- ザ・ルースレス 〜とあるマフィアの転落人生〜 Lo spietato (2019) ※日本劇場未公開、Netflixで配信[13]
- ジョン・ウィック:パラベラム John Wick: Chapter 3 – Parabellum (2019) ※カメオ出演
- もしも叶うなら Magari (2019) ※イタリア映画祭2021にて上映[14]
- 9人の翻訳家 囚われたベストセラー Les traducteurs (2019)
- プレイヤー 〜浮気男のラプソディ〜 Gli infedeli (2020) ※兼製作・脚本、Netflixで配信[15]
- ラスト・パラディーゾ L'ultimo paradiso (2021) ※兼製作・脚本、Netflixで配信[16]
- 3つの鍵 Tre piani (2021)
- 名探偵ポアロ:ベネチアの亡霊 A Haunting in Venice (2023)
- そう言ったでしょ Te l'avevo detto (2023)
- 夜陰に消えて Svaniti nella notte (2024) ※Netflixで配信